# کی‌دابلیو کمان
کی دابلیو کمان یک ستاره فراغول سرخ است و حدوداً ۹٬۸۰۰ سال نوری معادل۲۴۰۰ پارسک با خورشید فاصله دارد. قطر این ستاره ۱۴۶۰ قطر خورشید و درخششش ۳۷۰٬۰۰۰ درخشندگی خورشید است و یکی از بزرگ‌ترین ستاره‌های شناخته شده توسّط انسان محسوب می‌شود. این ستاره در صورت فلکی کمان قرار دارد.